# Eldorado
Eldorado là một đô thị thuộc bang Mato Grosso do Sul, Brasil. Đô thị này có diện tích 1017,788 km², dân số năm 2007 là 11947 người, mật độ 11,74 người/km².